# Carbis Bay

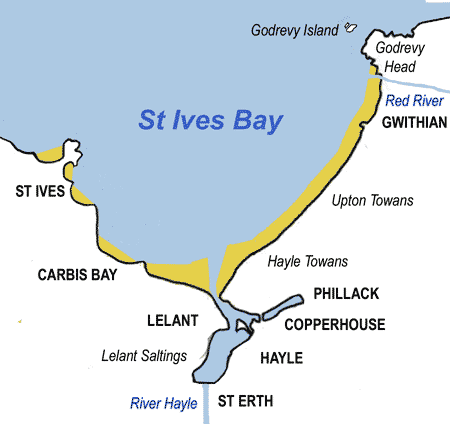
Croquis montrant la baie de Carbis dans la baie de St Ives

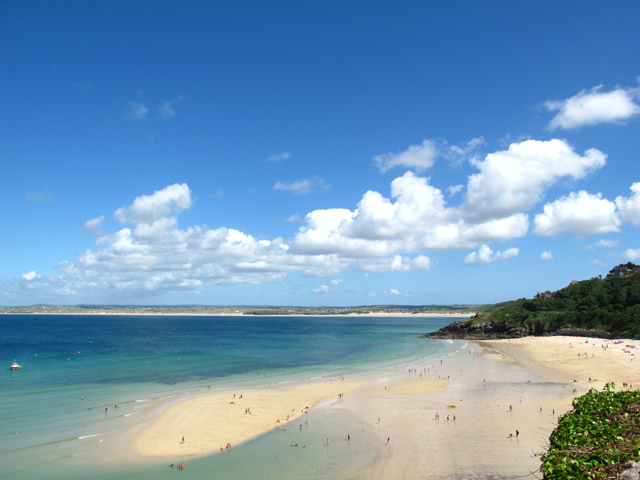
Carbis Bay vue de St. Ives

Carbis Bay (en cornique : Porth reb Tor   , signifiant crique à côté de l'éminence) est une station balnéaire et un village (nom dérivé du cornique : Karrbons, ce qui signifie chaussée) de Cornouailles, dans l'extrême sud-ouest de la Grande-Bretagne. Il se trouve à 1,6 km au sud-est de St Ives, sur la côte ouest de la baie de St Ives, sur la côte atlantique. Le South West Coast Path (en) passe au-dessus de la plage.
Carbis Bay accueille le 47e sommet du G7 du 11 au 13 juin 2021.

## Géographie
Carbis Bay est presque contigu à la ville de St Ives et fait partie de sa paroisse civile (partie de la zone desservie par le conseil municipal de St Ives), qui englobe St Ives, Carbis Bay, Lelant et Halsetown. Le recensement de 2001 a donné une population combinée pour Carbis Bay et Lelant de 3 482 habitants. Lelant, une plus ancienne localité située à 1,6 km au sud-est, Carbis Bay et St Ives sont reliés par la route A3074 qui rejoint l'A30 à Rose-an-Grouse (en). La gare de Carbis Bay (en), au-dessus de la plage, est l'une des cinq gares de la St Ives Bay Line (en) qui rejoint la ligne principale à la gare de St Erth, qui se trouve également à Rose-an-Grouse. La gare de St Erth est la jonction de la ligne principale vers Londres Paddington.
Carbis Bay surplombe la petite baie du même nom (partie de St Ives Bay) qui est délimitée au nord par Porthminster Point et à l'est par Hawk's Point et abrite une plage familiale populaire. Hawk's Point se trouve dans l'estuaire de la Hayle et le site d'intérêt scientifique spécial de Carrack Gladden (SSSI) et, à l'époque victorienne, était connu localement pour ses lieux de plaisance. Le jardin avait un salon de thé, une grotte et était un lieu pour les sorties de l'école du dimanche, les galas Band of Hope, etc. En 1880, le propriétaire, William Payne, déclara dans une publicité qu'il s'agissait du "plus grand établissement du genre dans l'Ouest...".

## Exploitation minière
La mine Wheal Providence à Carbis Bay est une localité-type d'un minéral rare, la Connellite.

## Structures notables

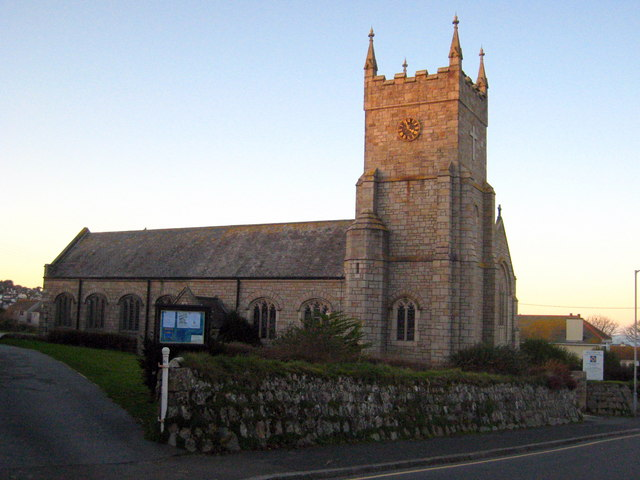
Église paroissiale de Carbis Bay

L'église paroissiale, dédiée à Sainte Anta et à tous les saints, abrite un carillon de dix cloches. Ce fut le plus grand carillon d'une église paroissiale de Cornouailles jusqu'à ce que les cloches de St Keverne soient portées à dix en 2001.  
Le Carbis Bay Hotel (en), en front de mer, a été construit en 1894 par Modèle:Lein alors un des architectes de Cornouailles les plus proéminents. Derrière le village se dresse le monument Knill, connu localement sous le nom de « The Steeple », un monument de 15 m de haut dédié à John Knill, maire de la ville voisine de St Ives au XVIIIe siècle.

## Transport
Carbis Bay est reliée au réseau ferroviaire national par l'embranchement de St Erth à St Ives. St Erth est sur la ligne principale de Cornouailles reliant Londres Paddington à Penzance. Des autocars circulent également vers et depuis Londres et St Erth sur le service National Express (Londres / Penzance). Des bus locaux vers et depuis St Ives / St Erth / Hayle / Penzance / Helston et d'autres régions circulent. Les services de voyage de nuit comprennent un train-couchette qui traverse St Erth en direction et en provenance de Paddington et Penzance. Un bus de nuit via Londres Heathrow (arrivée à 05h30) et Londres Victoria (arrivée à 06h30) fait escale à Carbis Bay et West Cornwall.

## Écoles
L'école primaire St Uny, une école de l' Église d'Angleterre contrôlée par le diocèse de Truro, est située à Carbis Bay.

## Sommet du G7
En janvier 2021, il a été annoncé que Carbis Bay serait le lieu du sommet du G7 de cette année-là en juin.